# Andrzej (Komarow)
Andrzej, imię świeckie Anatolij Andriejewicz Komarow (ur. 14 czerwca?/26 czerwca 1879 w guberni samarskiej, zm. 17 lipca 1955) – rosyjski biskup prawosławny. 

## Życiorys
Był synem kapłana prawosławnego. W 1901 ukończył seminarium duchowne w Samarze. Ożenił się i 8 sierpnia tego samego roku został wyświęcony na kapłana. Po dwóch latach jego małżonka zmarła. Skłoniło go to do podjęcia wyższych studiów teologicznych w Kazańskiej Akademii Duchownej, którą w 1908 ukończył jako kandydat nauk teologicznych. Pracował jako nauczyciel, następnie zaś jako proboszcz jednej z parafii w Saratowie. 29 grudnia 1923 złożył wieczyste śluby mnisze, zaś 31 grudnia tego samego roku miała miejsce jego chirotonia na biskupa bałaszowskiego, wikariusza eparchii saratowskiej. W obrzędzie jako konsekratorzy wzięli udział patriarcha moskiewski i całej Rusi Tichon, arcybiskup kruticki Piotr, arcybiskup twerski Serafin oraz biskup zwienigorodzki Mikołaj. Od 1924 do 1926 zarządzał eparchią saratowską jako locum tenens, wobec osadzenia w więzieniu arcybiskupa saratowskiego Dosyteusza. 
Od 1927 do 1928 był biskupem nowotorskim, wikariuszem eparchii twerskiej, następnie od stycznia do października 1928 – biskupem pietrowskim, wikariuszem eparchii saratowskiej, zaś od listopada 1928 do 1929 – biskupem wolskim, wikariuszem tej samej eparchii. W 1933 otrzymał godność biskupa astrachańskiego. W roku następnym podniesiony do godności arcybiskupiej. W kwietniu 1939 na własną prośbę odszedł w stan spoczynku. W październiku tego samego roku został skierowany do służby w cerkwi Opieki Matki Bożej w Kujbyszewie – jednej z ostatnich czynnych cerkwi w eparchii kujbyszewskiej. Jako duchowny całkowicie lojalny wobec locum tenens Patriarchatu Moskiewskiego metropolity Sergiusza miał w Kujbyszewie zwalczać wpływy josifian oraz odnowicieli, gromadząc wiernych wokół kanonicznej Cerkwi. 
12 września 1941 został arcybiskupem kujbyszewskim i syzrańskim. Już w grudniu tego samego roku został przeniesiony na katedrę saratowską i wolską, jednak nie dotarł tam przed majem 1942, gdy skierowano go z kolei na katedrę gorkowską. Decyzja ta została jednak zmieniona i hierarcha ponownie został wyznaczony na biskupa saratowskiego.  Wobec faktu, iż na terenie eparchii nie działała żadna cerkiew (wszystkie zostały zlikwidowane przez władze radzieckie), podjął działania na rzecz ponownego otwarcia soboru katedralnego. W sierpniu 1942, wobec faktu, iż duchowny nadal przebywał w Kujbyszewie, otrzymał kolejną nominację – tym razem do objęcia katedry kazańskiej. W tym samym czasie hierarcha został jednak poinformowany o tym, iż władze radzieckie zgodziły się na otwarcie soboru w Saratowie. Z tego powodu władze Cerkwi nakazały mu ostatecznie objął katedrę w tym mieście. Andrzej (Komarow) do Saratowa dotarł we wrześniu 1942. Natychmiast objął kierownictwo prac remontowanych w soborze, otwartym dla wiernych w październiku 1942. Następnie otrzymał polecenie wyjazdu do Kazania. Biskupem kazańskim pozostawał do 1944, gdy został przeniesiony na katedrę dniepropetrowską z tytułem arcybiskup dniepropietrowski, zaporoski i obwodu stalińskiego. W czasie II wojny światowej prowadził działania na rzecz pomocy rannym i sierotom, uczestniczył w prowadzonej przez Rosyjski Kościół Prawosławny zbiórce pieniędzy na cele wojskowe. Surowy w stosunku do podległego mu duchowieństwa, sprzeciwiał się m.in. chirotonii biskupiej Pitirima (Swiridowa), którego wcześniej, jako białego duchownego służącego w Kujbyszewie, suspendował i uważał za człowieka szkodzącego Cerkwi.
Zmarł w 1955 po długiej chorobie.